# Пауки-экобииды
Пауки-экобииды (лат. Oecobiidae) — семейство пауков, насчитывающее 102 вида из 6 родов.

## Распространение
Вид Oecobius navus распространён во всём мире.

## Описание
Это маленькие пауки, в длину достигают всего 2 мм. Имеют 8 тесно расположенных глаз в передней части головогруди. Окраска головогруди и брюшка обычно светлая, с более темными пятнами, образующими расплывчатый рисунок. Хелицеры небольшие, с очень слабыми коготками.
Образ жизни изучен слабо. Обитают обычно на нижней поверхности камней, заплетая их паутиной.  Некоторые виды встречаются в домах, сараях, погребах и на чердаках. Самки откладывают по 7-8 яиц.  Кокон округлый или слегка уплощенный.

## Паутина
Некоторые представители строят сети. Паутина в сетях — тонкая, и строится близ потолка в человеческих жилищах.

## Таксономия
- Oecobius Lucas, 1846 — космополиты
- Paroecobius Lamoral, 1981 — Африка
- Platoecobius Chamberlin & Ivie, 1935 — США
- Uroctea Dufour, 1820 — Средиземноморье, Африка, Азия
- Urocteana Roewer, 1961 — Сенегал
- Uroecobius Kullmann & Zimmermann, 1976 — Южная Африка